# Charlie Logg
Charles "Charlie" Paul Logg Jr. (født 24. februar 1931 i Princeton, New Jersey) er en amerikansk tidligere roer og olympisk guldvinder.

## Rokarriere
Logg havde kun roet i tre år, var stadig blot juniorroer for Rutgers Scarlet Knights i New Brunswick og prøvede først at ro i toer uden styrmand tre måneder før OL 1952 i Helsinki. Han roede sammen med Tom Price, som først var begyndt at ro samme år, men de kom alligevel til at repræsentere USA ved legene. Duoen blev, som det kunne forventes, sidst i deres indledende heat, men de vandt derpå deres opsamlingsheat og kvalificerede sig dermed til semifinaleopsamlingsheatet. Dette vandt de og var derfor i finalen. Her var det Kurt Schmid og Hans Kalt fra Schweiz, der lagde bedst ud, men senere overtog belgierne Michel Knuysen og Bob Baetens føringen. Amerikanerne vandt ind på dem, og de to både lå tæt, indtil Logg og Price satte en slutspurt ind de sidste 100 m og vandt guld med et forspring på næsten tre sekunder, mens belgierne fik sølv og schweizerne bronze.
Sammen med Price vandt han guld i toeren ved de panamerikanske lege i 1955, og de forsøgte også - uden held - at kvalificere sig til OL 1956 i Melbourne.

## Videre karriere
Logg aftjente sin værnepligt med seks år i hæren efter OL 1952. Han arbejdede for flere firmaer i helikopterindustrien i 1960'erne, men fra 1971 arbejdede han i landbruget i Florida.

## OL-medaljer
- 1952:  Guld i toer uden styrmand